# Massimo Briaschi
Massimo Briaschi (Lugo di Vicenza, 12 de maio de 1958) é um ex-futebolista profissional italiano que atuava como atacante.

## Carreira
Massimo Briaschi se profissionalizou no L.R. Vicenza.

## Seleção
Massimo Briaschi integrou a Seleção Italiana de Futebol nos Jogos Olímpicos de 1984, de Los Angeles.

## Titulos
Vicenza
- Serie B: 1976–77
- Coppa Italia Serie C: 1981–82

Juventus
- Serie A: 1985–86
- UEFA Super Cup: 1984
- European Cup: 1984–85
- Intercontinental Cup: 1985